# Наталия Орейро
Наталия Орейро е уругвайска певица и актриса. Живее в Аржентина от 1993 година. В България е известна с ролите си в сериалите „Дивият Ангел“ „Ти си моят живот“ и „Аманда О“

## Биография
Пълното ѝ име е Наталия Мариса Орейро Иглесиас. Родена е на 19 май 1977 година в Монтевидео, Уругвай. Тя е дъщеря на Карлос Флоренцио Орейро Погио и Мабел Кристина Иглесиас Боурие. На 16-годишна възраст се качва на ферибота Монтевидео и остава в Буенос Айрес (Аржентина), където живее и до днес. Там тя реализира цялата си кариера и става известна в Америка и Европа. Имала е връзка с актьора Пабло Ечари и рок-музиканта Иван Нобле. През 2001 година започва връзка с рок-музиканта на група „Разделено“ Рикардо Мойо, с когото през 2002 тайно сключва брак на малка яхта. На 26 януари 2012 г. ражда първото си дете – Мерлин. Освен успешна актриса, тя е и добра певица. Има три записани албума. Наталия Орейро е положила своите отпечатъци на алеята на славата. Заедно със сестра си създават собствена модна линия. Рекламно лице е на марката Sedal.

## Кариера
Първите ѝ участия са в теленовелите „Непокоримо сърце“, „Сладката Ана“, „90-60-90 Модели“, а през 1997 г. изиграва първата си главна рола в „Богати и известни“ с Диего Рамос. През 1998 г. снима първия си филм – „Един аржентинец в Ню Йорк“. Чрез него започва и музикалната ѝ кариера. През същата година издава и първия си албум със заглавие Наталия Орейро, включващ хитове като Que si que si, De tu amor, Cambio Dolor y Me muero de amor.

## Филмография
- Аманда О – Аманда
- Ти си моят живот – Монита
- Желанието – Кармен
- Cleopatra – Сандра
- Качора – Антония Гереро
- Дивият ангел – Милагрос Еспосито ди Карло
- Богати и известни – Валерия Гарсия Мендес де Салерно
- Модели 90-60-90 – Лусия Пералта
- Сладката Ана – Вероника Итурбе Монталнбан
- Непреклонно сърце – Екстра, Виктория